# Carles Solà Belda
Carles Solà Belda (Catalunya), és un economista, professor a la Universitat Autònoma de Barcelona, i ha estat professor a la Universitat de les Illes Balears. És coautor del projecte "El programari Lliure i la regionalització dels Beneficis de la Societat de la Informació" amb en Ricardo Galli, Josep Lluís Ferrer i Javier Gonzálex de Alaiza entre d'altres, projecte pel qual se'ls atorgà el "Premi Sa Nostra d'investigació 2003".

## Formació
És doctor en Ciències Econòmiques per la Universitat Autònoma de Barcelona. Es va doctorar amb la tesi "Economic Action and Reference Points: An Experimental Analysis". Màster en Anàlisi Econòmica per la Universitat Autònoma de Barcelona i el CSIC. Ha estat investigador a la Universitat d'Arizona i a l'Institut d'Anàlisi Econòmica. Les seves línies d'investigació estan centrades en l'anàlisi econòmica de la gestió dels recursos humans i en negociació.

## Principals articles d'investigació
- Economic Action and Reference Points: An Experimental Analysis (2001)[3]
- Personal Relations and their Effect on Behavior in an Organizational Setting: An Experimental Study (Febrer 2009)[5]
- Reference Points and Negative Reciprocity in Simple Sequential Games (Febrer 1999)[6]